# ジミー・マクミラン
ジェイムズ”ジミー”・マクミラン3世（英語: James "Jimmy" McMillan III 1946年12月1日 - ）は、ニューヨーク州ブルックリン区を活動の拠点とする、アメリカ合衆国の政治活動家、泡沫候補、カラテの達人、ベトナム戦争帰還兵である。郵便局員、ストリッパー、私立探偵の職も経験している。ニューヨークを拠点にした政党である「家賃がクソ高すぎる党」の設立者、代表として最もよく知られている。
1993年以来、少なくとも6度にわたって選挙に出馬しており、中でも2010年のニューヨーク州知事選では、特異な政治的主張や立派なあごひげ、黒い手袋といった外見的特徴から注目を浴びた。2010年12月には共和党員として、2012年アメリカ合衆国大統領選挙へ出馬する意向を表明した。しかしながら投票用紙にマクミランの名前が載ることはなく、彼は「家賃がクソ高すぎる党」に戻って自身の政治的主張を続け、2013年のニューヨーク市長選に出馬することとした。2014年市長選にも出馬しようとしたが、投票用紙に名前を載せることができなかった。
2015年12月1日をもって党と政治活動から離れた。

## 政治活動

### 初期の選挙戦
1993年のニューヨーク市長選に「家賃がクソ高すぎる党」の公認候補者として出馬した。マクミランにとっては初めての経験となったこの選挙戦で、彼はあるとき、木に括り付けられてガソリンをぶっかけられた。その後、彼はブルックリン橋に自ら登り、「テレビ局が俺の主張を放送するまではここから降りない」と言った。マクミランは、一般投票用紙への記載に必要な請願数7500票に300票足りず、投票用紙に名前を載せることができなかった。
マクミランは次に、1994年のニューヨーク州知事選に出馬した。このときは住んでいるブルックリンから徒歩でアップステート・ニューヨークを通ってバッファローまで行った。道中、ホームレスの避難所に泊まりながらの旅だった。なお、帰路も徒歩で行こうと思ったが、ロチェスターでケガをしたため、やむなくバスで戻った。バッファローに着いたとき、民主党の州規模の党大会が開かれていた。そこでマクミランは州知事候補マリオ・クオモの演説を邪魔して中断させたところ、会場からつまみ出された。投票用紙に名前を載せることが必要な署名の数が足りなかったため、名前を筆記することで投票することになる候補として活動を続けた。
2000年の合衆国上院選においてもニューヨーク州の議員候補として立候補したが、投票用紙に名前が記載されなかった。
2005年と2009年のニューヨーク市長選における11月総選挙投票用紙には適格性が認められ、2005年には、4,111票 (0.32%)、2009年には、2,332票 (0.2%)を得た。
2006年のニューヨーク州知事選では、13,355票 (0.3%)を得て、6人の候補者中5位につけた。

### 2010年のニューヨーク州知事選

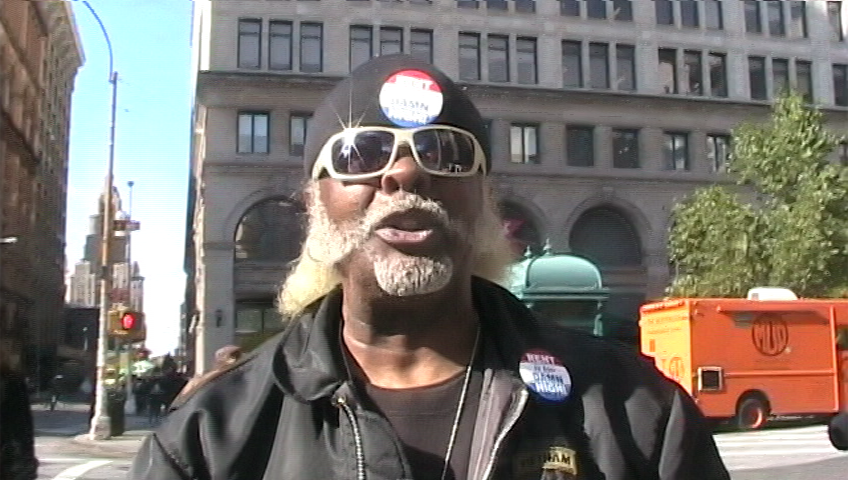
家賃がクソ高すぎる党の設立者、ジミー・マクミラン

2010年のニューヨーク州知事選のために、マクミランは、民主党内で公認を得るための一次選手続を行い、「家賃がクソ高すぎる党」陣営に対しても行った。しかしながら、民主党への公認願いを得るための努力をほとんど何もしなかった。彼の名前が載った13,350の署名のうち大多数は、民主党への公認願いをマクミランと共同で行ったランディ・クレディコが集めた。クレディコは、投票用紙に名前を載せるために15,000票必要であったところ、二人合わせてトータルで20,000票越えにするために、マクミランに10,000票の署名を集めるノルマを積んだ。しかし、マクミランは最後まで行わず、両候補は一次選で勝つために必要な署名数がニューヨーク州法務官アンドリュー・クオモに及ばなかった。クレディコは仕返しに、マクミランのことを"jack-off"（（→オナニー野郎））とか"sorry ass"（（→情けないアホ））と罵り、「俺の邪魔をした」「荷馬車一台分の何も書いていない紙ペラを提出して、新車に乗ってアルバニーから出て行った」と糾弾した。マクミランは「家賃がクソ高すぎる」陣営が一次選で勝つために必要な署名の提出の手続きをした。そうすると州知事候補でない者が請願に含まれることになり請願は手続き上無効となる。しかし、請願には誰も異議を唱えなかったため、マクミランは投票用紙に何とか名前を載せることが認められた。
マクミランの人となりが非常によく表れた2010年の州知事選における討論会では、同性婚について「お前がクツと結婚したいって言うんなら俺はお前と結婚するぜってのが、家賃がクソ高すぎる党の意見だ。」と述べた。討論会の後、マクミランはメディアから非常に大きな注目を集めた。

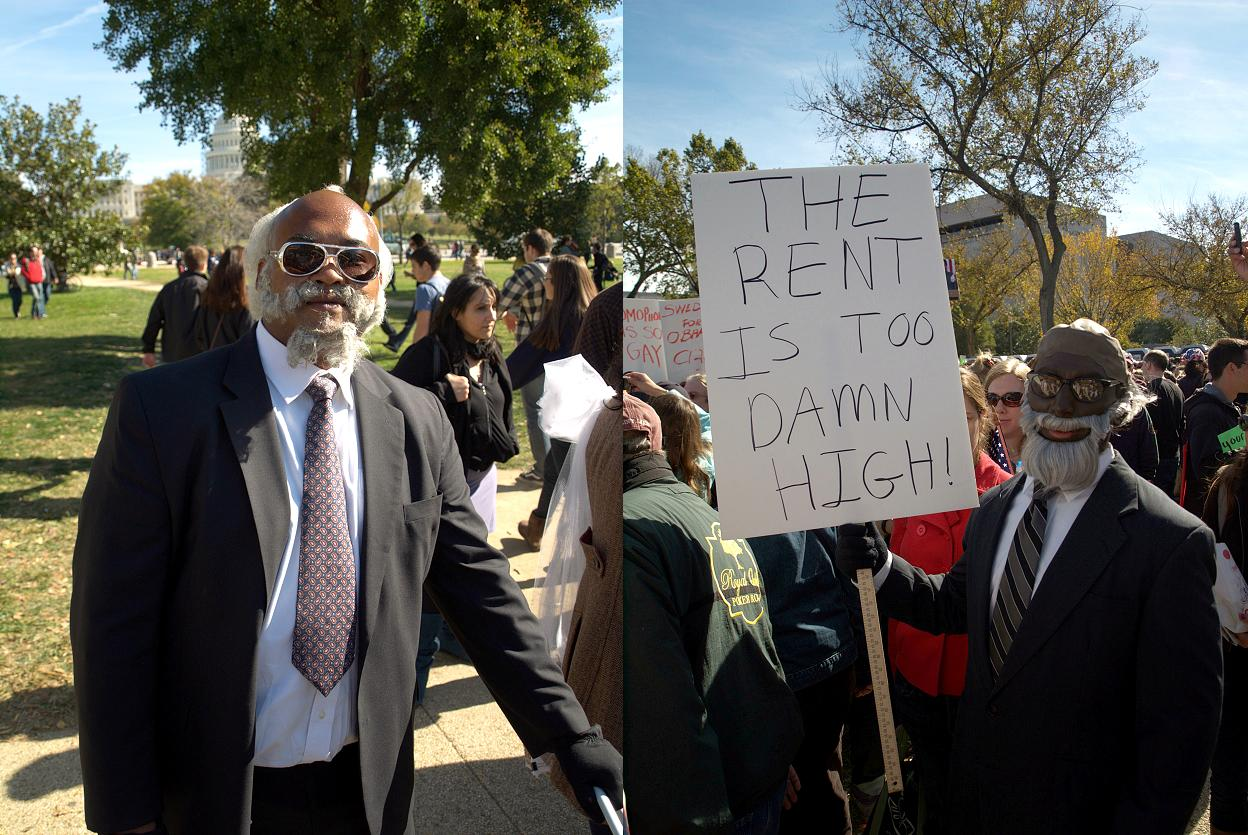
メディアへの露出が増えたためマクミランの偽者が続々と生まれた。写真の二人はワシントンD.C.における Rally to Restore Sanity and/or Fear という政治集会で目撃された偽者

マクミランは、41,129票(0.88%)を集め、候補者7人中5人目で終わった。得票の多くは"protest vote"（抗議としての投票）である。勝者アンドリュー・クオモ250万票、2位のカール・パラディーノ140万票であった。マクミランの得票数は、リバタリアン党の候補者ウォーレン・レッドリッチと同程度(48,359票)、反禁止党（売春、マリファナ、同性婚の禁止に反対し銃所持の権利を支持する党）の候補者クリスティン・M・デイヴィス(20,421票)の約2倍であった。
また、マクミランは、黒い手袋をはめていることに関して討論会で、「俺は退役軍人だ。俺がベトナムに二年半いて銅の勲章を3つ獲ったことを忘れるんじゃねえ。だけど、枯葉剤の化学物質、あのダイオキシンとかがいっぱい混ざったヤツだ、あれで病気になっちまった。俺が今晩、家に帰って、これを脱ごうとしたら、きっと息が詰まるにちげえねえ。よくわかんねえが、心理的なもんだろう。だけどとにかく俺はこれをはめるんだ。」と述べて話題になった。
マクミランの選挙戦をテーマとした長編ドキュメンタリー映画（「クソ！」（原題：DAMN!））も制作された。監督はアーロン・フィッシャー＝コーエン、製作はクリスティアン・アルムグレン。ニューヨーク州知事選の選挙戦全体と選挙に敗れた直後の出来事を追ったドキュメンタリーで、アーカンソー州のリトルロック映画祭やブルックリン映画祭に出品されたが、2011年8月まで正式公開されなかった。

### 2012年のアメリカ大統領選
マクミランは、民主党の一員として登録された。ところが、2010年12月23日に「俺は共和党に鞍替えする」と言って2012年の大統領選に共和党員として出馬するとした。理由は、現職のバラク・オバマに民主党の指名を受けるための候補者争いするのを避けるためだった。
彼はまた、パフォーマンス・アーティストで活動家のヴァーミン・ラヴ・シュプリームと協同して選挙戦にあたり、シュプリームの2012年大統領選に取材したドキュメンタリー、「ヴァーミン・シュプリームとは誰だ？はみ出し者の航海録」（原題：Who Is Vermin Supreme? An Outsider Odyssey, スティーブ・オンデリック監督）にも出馬仲間として登場した。マクミランとシュプリームは、自分が大統領に選ばれたら、副大統領に相手を指名するという盟約をお互い結んだ。
マクミランは、2011年2月の保守政治活動協議会（CPAC）や、3月のノースイースタン大学で政策科学学生協会が開いた政治集会に出席し、重要な政策議題について討論した。マクミランは、抗議運動「ウォール街を占拠せよ」の際には、抗議者たちは投票すべきでない人物に投票してしまったと批判したが、抗議者らが抗議する権利は擁護した。2011年11月15日、マクミランは、抗議者らが占拠した会社の一つの23階オフィスで公判を開き、自分の法律スタッフとメディアの代表者らの話し合いに余計な口を挟んだ。また、2012年のオキュパイ・テナフライで行われた五月祭で基調講演を行い、抗議者たちに向けて、大学の授業料も「クソ高すぎる」と述べた。
マクミランは、自分の強みは「ソーシャルメディアを握っていることと、ケチることがうまいことと、誰にもマネできない斬新な政策を思いつくこと」だとした。しかし、マクミランはどの共和党討論会にも呼ばれず、指名候補者争いにも投票用紙に名前を載せることができなかった。2012年9月13日、マクミランは翌年のニューヨーク市長選に鞍替え立候補をすることにし、オバマ大統領を信任した。

### 2013年のニューヨーク市長選

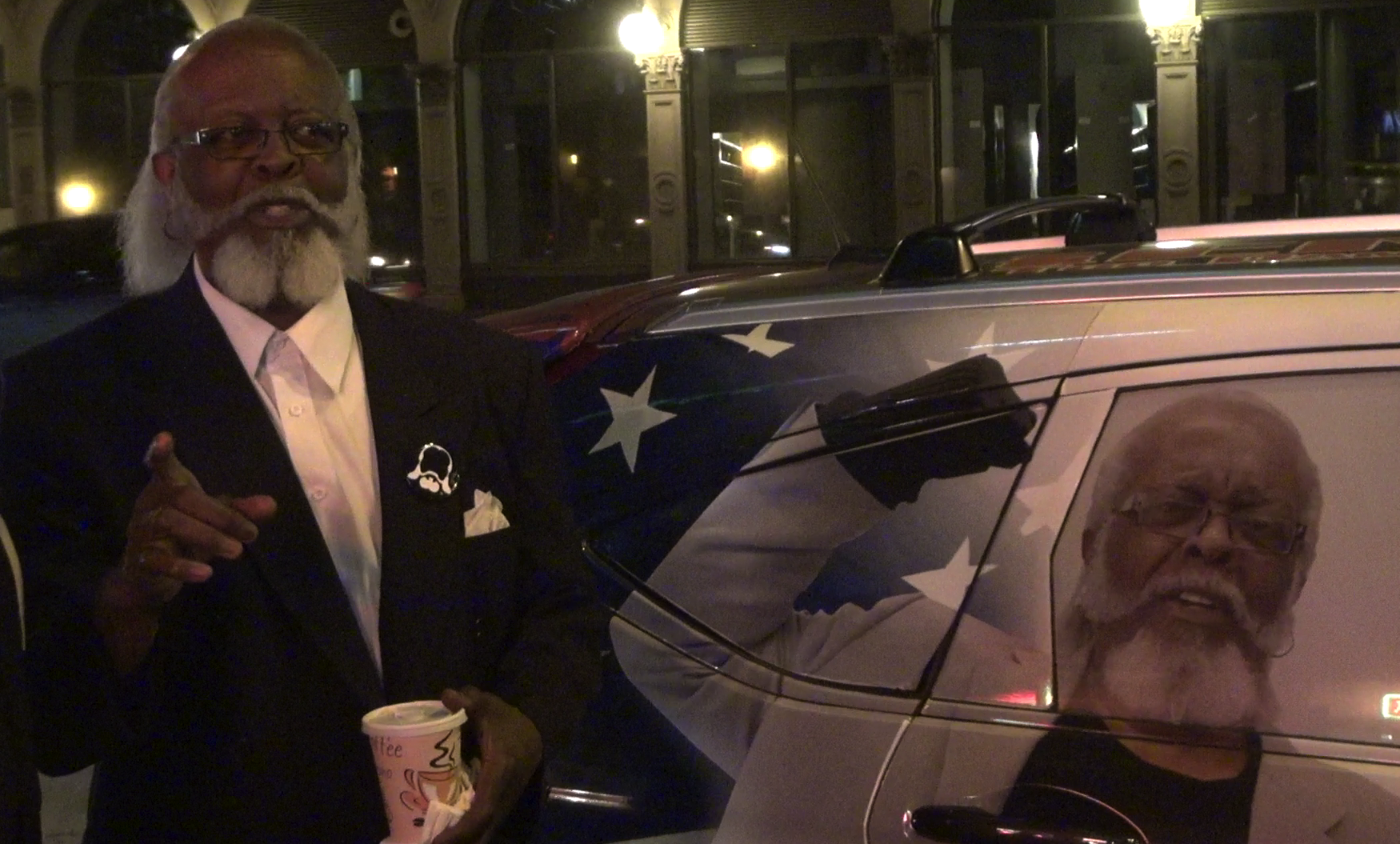
ニューヨークの街角に立つマクミランと彼の車（2013年）

2012年9月13日、マクミランはニューヨーク市長選への4度目の立候補をすると表明した。2013年4月24日、YouTube に「家賃がクソ高すぎる」（原題："Rent Is Too Damn High"）と歌うビデオをリリースした。このラップソングの中で彼は、アメリカの経済問題について、「貧困、職なし、クソ高い。賃金、教育、クソ低い。経済回復クソ遅い」などと歌った。この動画はアップロード後二日で30万回再生された。
マクミランは、民主党の指名候補者選挙でアンソニー・ウィーナーを信任した。一般投票では、マクミランは1,990票(0.18%)を得た。

### 2014年のニューヨーク州知事選
2014年5月22日にマクミランはニューヨーク州知事選に再度出馬する意向を表明した。しかしながら、彼の提出した投票への請願には異議が出された。そして、署名数が規定数を満たすようにコピーした請願が多数見つかったため、選挙から追い出されることとなった。
結果としてマクミランは、リバタリアン党の候補者であるマイケル・マクダーモットを知事として信任した。

## 政治的立場
マクミランの政治的立場は、大衆に迎合することによってその多くが導かれる。『ロチェスターの民主党年代記』（原題：Rochester Democrat and Chronicle）は、1994年の「家賃がクソ高すぎる党」の政策綱領について、「マクミラン氏は州知事選への意気込みとして自分は持たざる者の代弁者となりたいと述べたが、彼の示すソリューションを見ると、彼は共和党員よりも共和党員らしい。」と記した。
- 合衆国の救済措置に対して批判的な立場であることを表明している。特に、2008年のウォール街に対する救済措置（緊急経済安定化法の項を参照）と、オバマの指示によるゼネラルモーターズの救済に対して批判した。この件に関してマクミランはオバマを評して「お前の仕事をちゃんとやんねえなら、とっちめてやる」と述べた[42]。
- 地球温暖化に関して、マクミランはこれが15000年周期で自然に起きることだと考えており（ボンドサイクルの項を参照）、これが人類や環境汚染により引き起こされているという説については、アル・ゴアの「くだらねえ科学を信じるつもりはねえ」と述べた[43]。
- 先述したとおり、同性同士で結婚することについては支持しており、2010年の州知事選におけるテレビ討論会では人と靴が結婚することも認めるとジョーク（issueとshoeを引っ掛けたシャレ）を飛ばした[44][45][46]。2011年にニューヨーク州で同性結婚を認める法律が成立すると、マクミランは同性婚をしたカップルについて、"now you don’t have to marry a shoe, you can marry somebody."（（→もうクツと結婚する必要はねえな、誰とでも結婚できるぜ。））と述べた[47]。
- 異性装者と性転換者について、マクミランは"When you see a guy walk down the street and he’s got a little skirt on, and he’s so happy. Why shouldn’t you be happy? This is America, it’s beautiful to watch someone different."（（→誰かが町を歩いてて、そいつが短いスカートをはいてるのを見たとする。そいつは楽しそうなんだ。愉快なことじゃねえか？これこそがアメリカだ。いろんなヤツがいるのを見るのはすばらしいことだぜ。））と述べた[47]。
- 性的な表現については、"We all are freaky. He (Anthony Weiner) just exposed his freaky-ism in the wrong way.”（→俺たちゃみんなどこか普通じゃねえんだ。あいつ（アンソニー・ウィーナー）は自分のそういう普通じゃねえところを変な風に出しちまってるだけだ。）と述べた。 ウィーナーの醜聞については "marketing bonanza."（→大いに名前が売れた。）とした[37]。
- マクミランは「家賃がクソ高すぎる党」代表として、高い家賃と不動産所有者への資産課税に反対している。低廉な家賃と課税額は経済的な重圧を緩和し、飢餓と貧困を撲滅することにもつながり、税収の増加も見込めると信じている。また、家賃を低く抑えることで浮いた資本を事業主に回して、彼らが人を雇う機会を創出すれば、「300万から600万人の雇用を作り出せる」と推測している。また、通勤のための税控除を支持している[48][49]。
- マクミランと「家賃がクソ高すぎる党」は、州に対して負うすべての税金をご破算にすること、（賃貸契約を）ニューヨークの住宅賃貸委員会に委託すること、誰も住んでいないアパートを差し押さえること、州の裁判制度を改革すること、大学の授業料を無料にすることを支持している[48][49]。
- アメリカ中で固定率の低廉な家賃を適用することを支持している。これによれば、資産価値にかかわらず同率の家賃が適用される。マクミランはこの家賃の是正が「拍手喝采もの」で、「貧困を終わらせるためのスキーム」であると主張している[50]。
- マクミランと党は、教育と老齢者福祉への支出を減らすことの一切について反対している[48][49]。
- 不動産市場において違反やポンジ・スキームが増加しているとして、司直の捜査を要請している[51]。
- 大統領選に立候補した共和党の候補者について、ニュート・ギングリッチは、ジョン・エドワーズの気持ちを思うと「善良な嘘つき」であり、「みんなの笑いものになっている」と述べた。また、ミット・ロムニーについては「俺の方を見ているレディたちが俺の方を向かなくなるぐらいの男前」だと言い、サラ・ペイリンのことは大好きだと述べた[52]。そして、元ニューヨーク市長マイケル・ブルームバーグについては非常に悪い印象を持っており[53]、現州知事のクオモについては「やるべきことを何もやっていない」とみなしている。ニュージャージー州知事クリス・クリスティについては、"just a big mouth (...) New Jersey is crumbling just like every state in the union."（（→ただの言うだけ野郎さ。ニュージャージーは、他の州と同じようにボロボロになってるところだ。））と述べた[47]。

## 私生活
元はフロリダ州のニュー・スムナー・ビーチの生まれで、独身。二人の成人した子供がいる。上は2013年時点で40歳になる娘で、この娘のことをマクミランは、ベトナム戦争のころ軍務に就いていた自分が枯葉剤に晒された結果、障害を持つようになったと主張している。下は2013年時点で34歳になる息子で、目下のところ米国軍人である。ベトナム戦争後の1970年代には一時的にR&Bのレコーディング・アーティストもやっていた。マクミラン自身の言うところによると、独立して仕事をする前はブルンスウィック・レコードに短期間いたとのことである。また、1993年より前に、Barkley Private Security Investigations Academy を卒業したという。また、男性のストリッパーとして働いたこともあれば、過去にマリファナを吸ったこともあり、一番のお気に入りの映画は「ディープ・スロート」だという。
『ニューヨーク・タイムズ』誌のインタビューによると、マクミランは現在ブルックリン区フラットブッシュのアパートメントの部屋代を払っておらず、1980年代からそうしているという。大家は、マクミランがアパートメントビルのメンテナンスの仕事をする代わりに、そこに無料で住むことを許している。以前、マクミランは『ウォール・ストリート・ジャーナル』誌に、「俺は月に800ドルの家賃を払っている」と言っていたが『ニューヨーク・タイムズ』には「まったく払ってない」と言っている。また、彼は息子がマンハッタンのイースト・ヴィレッジに借りているアパートを月900ドルでシェアしているという説もある。イースト・ヴィレッジの部屋の大家は、マクミランがフラットブッシュに住んでいて、イースト・ヴィレッジに住んでいないことを根拠として彼を追い出すつもりとしている。1977年からイースト・ヴィレッジの部屋を借りているマクミランは、フラットブッシュの部屋は「家賃がクソ高すぎる党」のオフィスとして使っているだけでそこに住んでいないと主張している。